# Automotrice FMS ALn 200
Le automotrici ALn 200 sono state una piccola serie di 4 rotabili automotori termici, a scartamento ridotto (950 mm), costruiti dalla FIAT Sezione Materiale Ferroviario nel 1935 per il servizio viaggiatori delle Ferrovie Meridionali Sarde.

## Storia
Le quattro automotrici furono consegnate nel 1935 dalla Fiat per l'esercizio sulle linee delle FMS, la Siliqua-Calasetta e la San Giovanni Suergiu-Iglesias, dove questi rotabili iniziarono a essere impiegati dal 9 febbraio 1936. Nel 1944 le ALn 200 furono impiegate per un periodo anche per il servizio viaggiatori tra la stazione FMS di Bacu Abis e quella di Portovesme, capolinea della ferrovia privata Monteponi-Portovesme, che si raccordava alla San Giovanni Suergiu-Iglesias nello scalo della frazione carboniense. Le automotrici furono realizzate con un solo motore per economia dato lo scarso traffico e immatricolate come ALn 201-204; ebbero un'insolita forma per quel tempo giustificata sembra dalla necessità di evitare l'investimento di ovini. Vennero prodotte con allestimento interno diviso in due classi; 6 posti di prima classe e 30 di seconda. Nel 1966 due unità, la 201 e la 202 vennero rimodernate nella forma delle testate nelle officine delle FMS di Iglesias e continuarono a servire il trasporto locale fino al 1972, le altre due cessarono il servizio alcuni anni prima e furono accantonate nel 1970 venendo abbandonate alla ruggine. Delle 4 unità sopravvive oggi il solo esemplare numero 204, ceduto a un collezionista privato.

## Tecnica
Le automotrici hanno la cassa a struttura tubolare saldata che poggia direttamente sui due carrelli (solo uno dei quali motore) mediante un perno e dei rulli di scorrimento. Sulle testate si trova solo un perno di aggancio a barra rigida e sono prive di pancone o respingente. Il frontale è molto caratteristico con un grande scudo alettato che copre il radiatore e si prolunga quasi fino a terra.
I carrelli sono semplici; un telaio in acciaio saldato costituito da due longheroni su cui poggia la cassa per mezzo di rulli scorrevoli. Le sospensioni sono a balestra. Il motore trova posto sopra il primo asse e tutta la meccanica è contenuta entro il carrello.
Le ALn 200 montavano un motore diesel, tipo 355 C a iniezione diretta, a sei cilindri in linea capaci di erogare 59 kW.